# مری تراورز
مری تراورز (انگلیسی: Mary Travers؛ ۹ نوامبر ۱۹۳۶ – ۱۶ سپتامبر ۲۰۰۹) یک موسیقی‌دان اهل ایالات متحده آمریکا بود. 